# Looking Glass Studios
A Looking Glass Studios egy játékfejlesztő cég volt a '90-es években.
A cég első neve Looking Glass Technologies volt, miután a Blue Sky Productions és a Lerner Research egybeolvadt.
A cég játékai teljes elismertségben részesültek innovatív játékmenetük, úttörő fizikájuk és nem utolsósorban lebilincselő történeteik miatt. A legtöbb játékprogramjuk elismertségének ellenére, valamilyen oknál fogva sohasem tudták hozni azt az elvárható bevételt, amit valóban indokoltak a fentebb említett tények.
A legismertebb sorozatuk kétségkívül az Ultima Underworld, a System Shock és a Thief volt.
1997-ben egybeolvadtak az Intermetrics nevű vállalattal. Az eredeti Intermetrics, miután 1998. februárjában felvásárolta a Pacer Infotech-et, megszüntette együttműködését a Looking Glass-szal 1999. márciusában. A stúdió a kapuit 2000. május 24-én zárta be, pénzügyi válság hatására.

## Játék és stílus
Mivel sokáig fantasy műfajban tevékenykedtek, a legszembetűnőbb változást a híres System Shock hozta meg, mely egy olyan világot tárt a játékos elé, amiből az ki tudott szakadni az amúgyis élvezetes dungeon-ök közül, és egy merőben más műfajban találta magát, amiben a lehetőségek tárháza akkori szemmel nézve óriásira nőtt. Ez az új stílus, a Cyberpunk egy teljesen magával ragadó történetbe volt ágyazva, melyet az akkor igen impozáns és csúcstechnológiának számító, teljesen 3D-s környezettel vérteztek fel. Ez a feeling, amit a játék hozott magával, a későbbi programjaikon is éreztette a hatását. A második rész még tovább ment, melyet közösen az Irrational Games-szel fejlesztettek, megteremtette az alapokat olyan, szintúgy nagy címeknek, mint a Doom 3 - (id Software) vagy például a BioShock.
Ugyanúgy kultusszá vált a Thief című sorozatuk is. A First-person shooterekben (FPS) először nyílt lehetősége a játékosnak a pályák nagy részét úgy végig játszani, hogy közben nem kellett az ellenséget megsemmisíteni - a játékost választás elé állította. Ez által a játék kiérdemelte a találó First Person Sneaker (Első személyű Lopakodó) játék címet. Óriási sikere volt (ami nem látszott meg az eladásokon sajnos), szintúgy a második résznek is, bár a cég a kapuit bezárta a harmadik rész tervezésekor, utóhatása még azon is érezhető volt.

## Mi történt a tagokkal?
A fejlesztők nem tűntek el az idő homályában - egyesek az Ion Storm-hoz mentek, mások az Irrational Games, Harmonix, Mad Doc Software, Arkane Studios, Valve cégek fejlesztését segítették. Az Ion Storm Austin volt az a cég, mely a Thief: Deadly Shadows című játékot fejlesztette, ez volt a nagy sikerű sorozat harmadik része. Az Arkane Studios fejlesztői pedig az Arx Fatalist, illetve a Dark Messiah of Might and Magic című fantasy FPS-t.
Továbbá olyan nagy címek fejlesztői is voltak egyesek, mint a Deus Ex, Guitar Hero, Half-Life 2, Freedom Force, The Elder Scrolls IV: Oblivion, Fallout 3, BioShock, Empire Earth II és a Star Trek: Armada II.
A teljesség igénye nélküli lista a Looking Glass-nál dolgozó emberekről:
| - Sean Barrett - Seamus Blackley - Eric Brosius - Terri Brosius - Wes Carroll - Rich Carlson - Dr. Cat - Jon Chey | - Doug Church - Michael Dornbrook - Austin Grossman - Iikka Keränen - Marc LeBlanc - Ken Levine - Greg LoPiccolo - Art Min | - Paul Neurath - Emil Pagliarulo - Michael Thomas Ryan - Dan Schmidt - Harvey Smith - Randy Smith - Warren Spector - Tim Stellmach | - Allen Varney - Sara Verrilli - Mike Kulas - Nathaniel Thurston - Matt Toschlog |

## Videójátékaik
- F-22 Interceptor, melyet a Sega Mega Drive/Genesis-re készítettek (1991)
- Ultima Underworld: The Stygian Abyss (1992)
- Car and Driver (1992)
- John Madden Football '93, szintúgy Sega Mega Drive/Genesis-re (1992)
- Ultima Underworld II: Labyrinth of Worlds (1993)
- System Shock (1994)
- Flight Unlimited (1995)
- Terra Nova: Strike Force Centauri (1996)
- British Open Championship Golf (1997)
- Flight Unlimited II (1997)
- Thief: The Dark Project (1998)
- Thief Gold (1999)
- Command & Conquer, Nintendo 64-re (1999)
- System Shock 2 (1999) (közösen az Irrational Games-szel)
- Flight Unlimited III (1999)
- Destruction Derby 64 Nintendo 64-es konzolra (1999)
- Thief II: The Metal Age (2000)
- Deep Cover (kiadatlan project) (közösen az Irrational Games-szel)
- Mini Racers Nintendo 64-re (kiadatlan projekt)
- Thief II: Gold (kiadatlan projekt)
- Flight Combat: Thunder Over Europe (fejlesztése közben bomlott fel a cég)
- Thief: Deadly Shadows (fejlesztés közben bomlott fel a cég)